# Стара Красношора
Стара Красношора — село в Україні, в Красноїльській селищній громаді Чернівецького району Чернівецької області.

## Назва
Раніше село називалось Стара Гута.

## Історія
На початку ХІХ століття до Буковини переселилися гуралі з району міста Чадця (Словаччина, на кордоні з Чехією та Польщею), за назвою міста їх називають чадецькими ґуралями, частина з них оселилась в селі Стара Красношора.
Після Другої світової війни, більшість гуралів з Буковини була виселена у Польщу, але частина залишилася, зокрема, у селах Стара Красношора та Нижні Петрівці.
З 24 серпня 1991 року село входить до складу незалежної України.

## Населення
За переписом 1900 року в селі було 223 будинки та проживали 1716 мешканців: 48 українців, 51 румун, 923 німці та 194 інших національностей (переважно поляків).
За переписом населення 2001 року в селі мешкали 742 особи.

### Мова
Розподіл населення за рідною мовою за даними перепису 2001 року:
| Мова       | Відсоток |
| ---------- | -------- |
| польська   | 61,61 %  |
| румунська  | 26,58 %  |
| українська | 11,28 %  |
| російська  | 0,40 %   |
| молдовська | 0,13 %   |

## Релігія
Парафія Матері Божої Скорботної у селі Стара Красношора (пол. Stara Huta) — польська релігійна громада у Львівської Архідєцезії Католицької Церкви латинського обряду, Чернівецького деканату в Україні. Парафія заснована у 1812 році. Ймовірно на той час існував дерев'яний храм. У 1836 побудовано мурований костел, який освятили 1837 році. За радянських часів святиня була відкрита. У 1990 році був зроблений зовнішній ремонт. Парафія налічує приблизно 500 вірних, вбільшості людей з польським корінням. До парафії належать костьоли в селі Череш та селищі Красноїльськ. Вище згадані костели обслуговують дієцезіяльні священики.

## Відомі люди

### Загинули в Афганістані
- Дроздик Томас Владиславович (*18.03.1961— 09.03.1980) — у Збройні Сили призваний 2.07.1979 р. У грудні 1979 р. направлений в Афганістан у в/ч польова пошта 93992, що дислокувалась у м. Джелалабад. Був важко поранений у голову. Помер у військовому госпіталі 9 березня 1980 року. Похований в селі Стара Красношора.